# Xenosaga Episode II: Jenseits von Gut und Böse
Xenosaga Episode II: Jenseits von Gut und Böse (яп. ゼ ノ サ ー ガ エ ピ ソ ー ド II 善 悪 の 彼岸) — японська рольова гра, розроблена Monolith Soft і випущена Namco в 2004 році для PlayStation 2. Є другою грою в серії Xenosaga і продовжує події Episode I.

## Ігровий процес
Порівняно з Епізодом I ігровий процес суттєво не змінився. Темп битв став швидшим, було впроваджено систему комбо-атак, де до трьох персонажів можуть об'єднати свої зусилля. Зустрівши на карті ворога, його можна ослабити перед битвою, наприклад, підірвавши поряд бочку з пальним. З'явилася можливість міняти персонажів прямо під час битви.
Лікувальні предмети більше не можна купити через прибрані магазини. Дістати їх можливо тільки в ході виконання завдань. Разом з тим здатність лікувати отримав Куб Пам'яті.
Пілотовані роботи AGWS було замінено на ES (пілотуються двома пілотами. Від другого пілота залежить які здібності будуть доступними), і AMWS з розширеними можливостями.

## Сюжет
Гра починається спогадами про події 14-ирічної давнини, Мілітійський конфлікт на Старій Мілітії. Хаос і реліан Ханаан висаджуються на планету на роботі Ашері, щоб врятувати штучних людей серії U.R.T.V. під час повстання реліанів. До героїв приєднується офіцер Джин Узукі, брат Шіон, в пошуках джерел конфлікту. Він добуває Y-дані, в яких записано, що повстання спричинене вірусом, який викликає безумство, створеним доктором Йоахимом Мізараґі, котрий досліджував артефакт Зохар. Всі троє стикаються з Маргулісом, лідером організації U-TIC, той пробує повернути дані, але безуспішно.
Дія перноситься до часу фіналу Епізоду I. Маргуліс доповідає патріарху культу Ормус Сергію VII про те, що Альбедо розшифрував Y-дані. В цей час Ханаан виявляє, що не може скористатися своєю копією Y-даних. Тим часом Шіон та її партія приземлилися на Другу Мілітію і розділилася. Їх атакують оперативники U-TIC і знову викрадають МОМО. В штаб-квартирі Vector Industries партія довідується про зростання загрози «Гносису», а Шіон зустрічає свого брата.
Зрештою, герої об'єднуються під час аналізу Y-даних МОМО через мережу U.M.N. Альбедо отримує контроль над нею та проникає в її підсвідомість. Поки герої прибувають на допомогу, Альбедо отримує координати Зохара на Старій Мілітії.
Шіон і Аллен повертаються на штаб-квариру Vector Industries з новинами. Генерал-лейтенант Хелмер вирішує почати наступ на Стару Мілітію силами Kukai Foundation, Vector Industries, і S.O.C.E. Шіон зустрічається з Фебронією, згадуючи її прохання щодо сестри. Шіон і її помічник Аллен, попри наказ командування, тікають зі штаб-квартири на Стару Мілітію. Генеральний директор Vector, Вільгельм, помічає втечу, але заявляє, що Шіон є важливою фігурою, а КОС-МОС стане ключем до «абсолютного знання», тому не перешкоджає. На шляху героям стає на заваді кібер-терорист Вояджер, який змушує їх змінити курс.
Партія стикається з фортецею Ормусу, розташованою у відкритому космосі між двох чорних дір. У відповідь на атаку партія висаджкється на станцію і знищує її. Після цього корабель «Elsa» пробивається крізь битву між флотами Ормусу і Федерації на планету. Партія проникає в цитадель організації U-TIC Лабіринтос, де отримує дані, що за U-TIC стоїть культ Ормус, який 14 років тому маніпулював Йоахимом Мізараґі в прагненні пробудити Хвильову сутність U-DO.
В центрі Лабіринтоса Шіон та її команда знаходять Зохар та приєднаних до нього для його контролю скалічених сестер Фебронії. Спроба знищити їх провалюється, з'являються Моргуліс і патріарх, котрі пояснюють для чого їм Зохар. Вони планують створити на його основі зброю Прото Омега, здатну знищити «Гносис», а потім забезпечити владу Ормусу над галактикою.
Планета трансформується в носій Прото Омеги — Систему Омега, партія змушена тікати. Шіон з друзями потім проникає на завершений носій та стає свідками як Чотири Заповіти (до яких належать Вояджер і Альбедо) вбивають патріарха. Альбедо перетворює силою Прото Омеги простір Мілітії у просторово-часову аномалію. Джуніор вирушає туди і знаходить Альбедо, котрий набуває ангелоподібного вигляду, обіцяє привести всіх людей на вищий рівень існування та зникає в світлі. Аномалія розсіюється, а Зохар залишається у відкритому космосі.
Коли Kukai Foundation забирає Шіон, Джуніора та інших, з'являється об'єкт завбільшки з зоряну систему, який Вільгельм називає «Ковчег Авеля». Об'єкт забирає Зохар і зникає. Вільгельм зазначає велику роль в майбутніх подіях Хаоса, несподівано називаючи його Йешуа. Шіон з друзями намагається повернутися до звичайного життя. В сцені після титрів Вільгельм обговорює з Заповітами, що «шлях на Загублений Єрусалим відкритий».